# Continental Team Milram
El Continental Team Milram (codi UCI: CTM) va ser un equip ciclista alemany, de ciclisme en ruta que va competir professionalment entre 2006 i 2009. Era l'equip del planter del Team Milram de categoria ProTour. Va tenir categoria continental

## Principals resultats
- Tour del Jura: Andreas Schillinger (2006)
- Gran Premi de la vila de Zottegem: René Obst (2006)

### A les grans voltes
- Giro d'Itàlia
  - 0 participacions

- Tour de França
  - 0 participacions

- Volta a Espanya
  - 0 participacions

## Classificacions UCI
L'equip participava en les proves dels circuits continentals i principalment en les curses del calendari de l'UCI Europa Tour.
UCI Amèrica Tour
| Temporada | Classificació per equips | Millor ciclista en la classificació individual |
| --------- | ------------------------ | ---------------------------------------------- |
| 2009      | 46è                      | Dominik Nerz (374è)                            |

UCI Europa Tour
| Temporada | Classificació per equips | Millor ciclista en la classificació individual |
| --------- | ------------------------ | ---------------------------------------------- |
| 2006      | 54è                      | Andreas Schillinger (153è)                     |
| 2007      | 58è                      | Christian Kux (677è)                           |
| 2008      | 92è                      | Andreas Stauff (455è)                          |
| 2009      | 99è                      | Dominik Nerz (594è)                            |